# Statistiche e record di Casper Ruud
In questa pagina sono riportate le statistiche e i record realizzati da Casper Ruud durante la carriera tennistica.

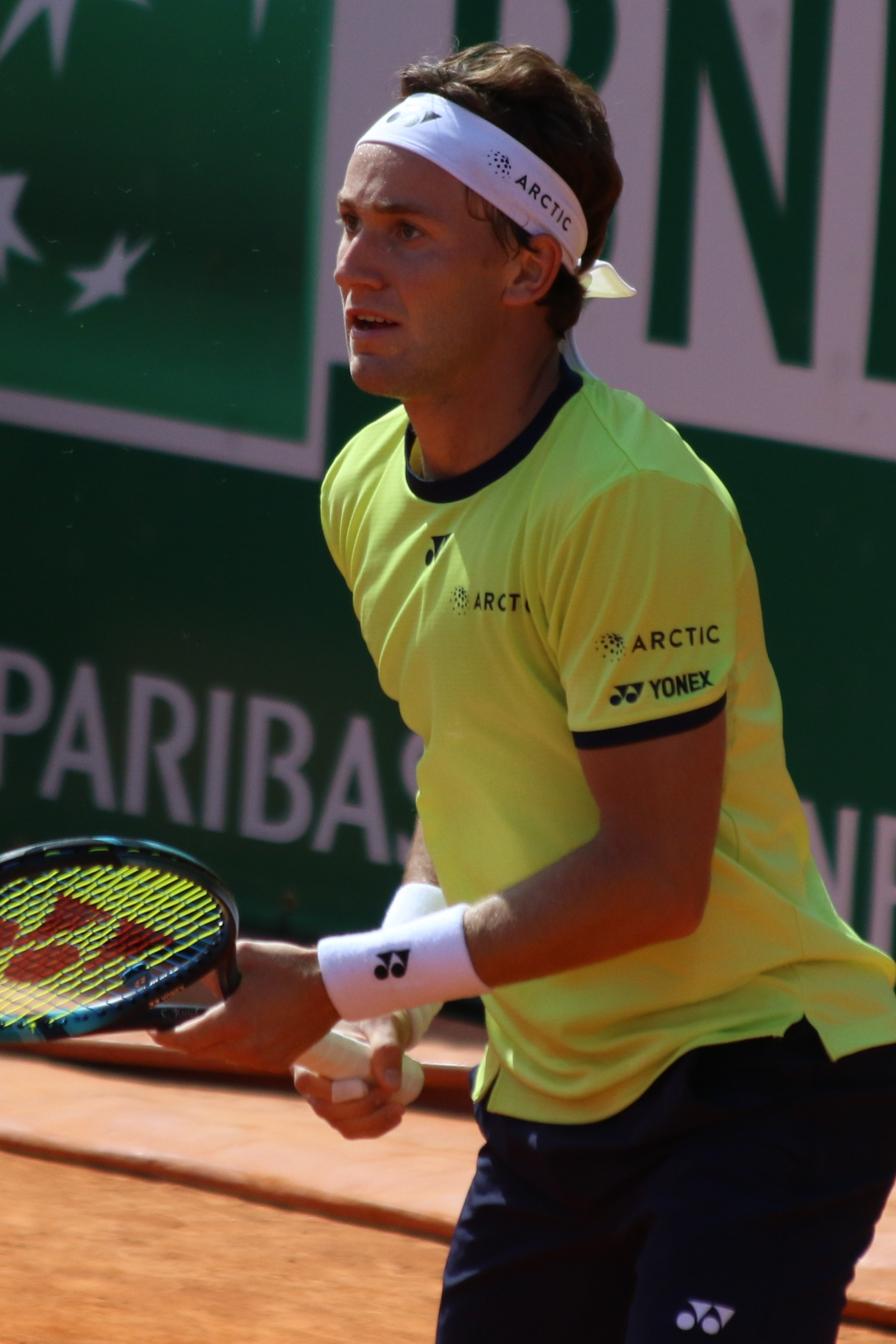
Casper Ruud in azione al Masters di Monte Carlo nel 2022.

| Finali in carriera |                     |       |       |     |      |
| Specialità         | Categoria           | Vinte | Perse | Tot | V %  |
| Singolare          | Grande Slam         | 0     | 3     | 3   | 0%   |
| Singolare          | Olimpiadi estive    | –     | –     | –   | –    |
| Singolare          | Tour Finals         | 0     | 1     | 1   | 0%   |
| Singolare          | ATP Masters 1000    | 1     | 2     | 3   | 33%  |
| Singolare          | ATP Tour 500        | 1     | 2     | 3   | 33%  |
| Singolare          | ATP Tour 250        | 11    | 4     | 15  | 74%  |
| Singolare          | Totale              | 13    | 12    | 25  | 52%  |
| Doppio             | Grande Slam         | –     | –     | –   | –    |
| Doppio             | Olimpiadi estive    | –     | –     | –   | –    |
| Doppio             | Torneo di fine anno | –     | –     | –   | –    |
| Doppio             | ATP Masters 1000    | –     | –     | –   | –    |
| Doppio             | ATP Tour 500        | –     | –     | –   | –    |
| Doppio             | ATP Tour 250        | –     | –     | –   | –    |
| Doppio             | Coppa Davis         | –     | –     | –   | –    |
| Doppio             | ATP Cup             | –     | –     | –   | –    |
| Doppio             | Laver Cup           | 2     | 0     | 2   | 100% |
| Doppio             | United Cup          | –     | –     | –   | –    |
| Doppio             | Totale              | 2     | 0     | 2   | 100% |
| Totale             | Totale              | 15    | 12    | 27  | 56%  |

## Statistiche

### Singolare

#### Vittorie (13)
| Legenda              |
| Grande Slam (0)      |
| ATP Finals (0)       |
| ATP Masters 1000 (1) |
| Giochi olimpici (0)  |
| ATP Tour 500 (1)     |
| ATP Tour 250 (11)    |

| Legenda superfici |
| Cemento (1)       |
| Terra (12)        |
| Erba (0)          |

| N.  | Data             | Torneo                             | Superficie  | Avversario in finale | Punteggio           |
| 1.  | 16 febbraio 2020 | Argentina Open, Buenos Aires       | Terra rossa | Pedro Sousa          | 6–1, 6–4            |
| 2.  | 22 maggio 2021   | Geneva Open, Ginevra               | Terra rossa | Denis Shapovalov     | 7–6(6), 6–4         |
| 3.  | 18 luglio 2021   | Swedish Open, Båstad               | Terra rossa | Federico Coria       | 6–3, 6–3            |
| 4.  | 25 luglio 2021   | Swiss Open Gstaad, Gstaad          | Terra rossa | Hugo Gaston          | 6–3, 6–2            |
| 5.  | 31 luglio 2021   | Austrian Open Kitzbühel, Kitzbühel | Terra rossa | Pedro Martínez       | 6–1, 4–6, 6–3       |
| 6.  | 4 ottobre 2021   | San Diego Open, San Diego          | Cemento     | Cameron Norrie       | 6–0, 6–2            |
| 7.  | 13 febbraio 2022 | Argentina Open, Buenos Aires (2)   | Terra rossa | Diego Schwartzman    | 5–7, 6–2, 6–3       |
| 8.  | 21 maggio 2022   | Geneva Open, Ginevra (2)           | Terra rossa | João Sousa           | 7–6(3), 4–6, 7–6(1) |
| 9.  | 24 luglio 2022   | Swiss Open Gstaad, Gstaad (2)      | Terra rossa | Matteo Berrettini    | 4–6, 7–6(4), 6–2    |
| 10. | 9 aprile 2023    | Estoril Open, Estoril              | Terra rossa | Miomir Kecmanović    | 6–2, 7–6(3)         |
| 11. | 21 aprile 2024   | Barcelona Open, Barcellona         | Terra rossa | Stefanos Tsitsipas   | 7–5, 6–3            |
| 12. | 25 maggio 2024   | Geneva Open, Ginevra (3)           | Terra rossa | Tomáš Macháč         | 7–5, 6–3            |
| 13. | 4 maggio 2025    | Madrid Open, Madrid                | Terra rossa | Jack Draper          | 7–5, 3–6, 6–4       |

#### Finali perse (12)
| Legenda              |
| Grande Slam (3)      |
| ATP Finals (1)       |
| ATP Masters 1000 (2) |
| Giochi olimpici (0)  |
| ATP Tour 500 (2)     |
| ATP Tour 250 (4)     |

| Legenda superfici |
| Cemento (6)       |
| Terra (6)         |
| Erba (0)          |

| N.  | Data              | Torneo                                       | Superficie  | Avversario in finale | Punteggio             |
| 1.  | 14 aprile 2019    | U.S. Men's Clay Court Championships, Houston | Terra rossa | Cristian Garín       | 6(4)–7, 6–4, 3–6      |
| 2.  | 1º marzo 2020     | Chile Open, Santiago                         | Terra rossa | Thiago Seyboth Wild  | 5–7, 6–4, 3–6         |
| 3.  | 3 aprile 2022     | Miami Open, Miami                            | Cemento     | Carlos Alcaraz       | 5–7, 4–6              |
| 4.  | 5 giugno 2022     | Open di Francia, Parigi                      | Terra rossa | Rafael Nadal         | 3–6, 3–6, 0–6         |
| 5.  | 11 settembre 2022 | US Open, New York                            | Cemento     | Carlos Alcaraz       | 4–6, 6–2, 6(1)–7, 3–6 |
| 6.  | 20 novembre 2022  | ATP Finals, Torino                           | Cemento (i) | Novak Đoković        | 5–7, 3–6              |
| 7.  | 11 giugno 2023    | Open di Francia, Parigi (2)                  | Terra rossa | Novak Đoković        | 6(1)–7, 3–6, 5–7      |
| 8.  | 23 luglio 2023    | Swedish Open, Båstad                         | Terra rossa | Andrej Rublëv        | 6(3)–7, 0–6           |
| 9.  | 24 febbraio 2024  | Los Cabos Open, Los Cabos                    | Cemento     | Jordan Thompson      | 3–6, 6(4)–7           |
| 10. | 3 marzo 2024      | Open del Messico, Acapulco                   | Cemento     | Alex de Minaur       | 4–6, 4–6              |
| 11. | 14 aprile 2024    | Monte Carlo Masters, Monte Carlo             | Terra rossa | Stefanos Tsitsipas   | 1–6, 4–6              |
| 12. | 9 febbraio 2025   | Dallas Open, Dallas                          | Cemento (i) | Denis Shapovalov     | 6(5)–7, 3–6           |

### Vittorie nelle competizioni a squadre (2)
| Legenda       |
| ------------- |
| Laver Cup (2) |

| N. | Data              | Torneo             | Superficie  | Compagno/i  | Avversari in finale | Punteggio |
| -- | ----------------- | ------------------ | ----------- | ----------- | ------------------- | --------- |
| 1. | 26 settembre 2021 | Laver Cup, Boston  | Cemento (i) | Team Europe | Team World          | 14–1      |
| 2. | 22 settembre 2024 | Laver Cup, Berlino | Cemento (i) | Team Europe | Team World          | 13–11     |

### Coppa Davis

#### Partecipazioni: 29 (20–9)
| Gruppo                |
| --------------------- |
| Gruppo Mondiale (0–0) |
| WG Play-off (1–1)     |
| Gruppo I (6–2)        |
| Gruppo II (13–6)      |
| Gruppo III (0–0)      |
| Gruppo IV (0–0)       |

| Incontri per superficie |
| ----------------------- |
| Cemento (17–9)          |
| Terra rossa (3–0)       |
| Erba (0–0)              |

| Risultato | No. | Gruppo | Tipo di incontro (eventuale compagno)                                                                             | Nazione avversaria                                                                                                | Giocatore/i avversario/i                                                                                          | Punteggio |
| 2–3; Marzo 4 – 6, 2016; Šiaulių Arena, Šiauliai, Lituania; Zona Euro-Africana Gruppo II, Primo turno; Cemento (i)             | 2–3; Marzo 4 – 6, 2016; Šiaulių Arena, Šiauliai, Lituania; Zona Euro-Africana Gruppo II, Primo turno; Cemento (i) | 2–3; Marzo 4 – 6, 2016; Šiaulių Arena, Šiauliai, Lituania; Zona Euro-Africana Gruppo II, Primo turno; Cemento (i) | 2–3; Marzo 4 – 6, 2016; Šiaulių Arena, Šiauliai, Lituania; Zona Euro-Africana Gruppo II, Primo turno; Cemento (i) | 2–3; Marzo 4 – 6, 2016; Šiaulių Arena, Šiauliai, Lituania; Zona Euro-Africana Gruppo II, Primo turno; Cemento (i) | 2–3; Marzo 4 – 6, 2016; Šiaulių Arena, Šiauliai, Lituania; Zona Euro-Africana Gruppo II, Primo turno; Cemento (i) | 2–3; Marzo 4 – 6, 2016; Šiaulių Arena, Šiauliai, Lituania; Zona Euro-Africana Gruppo II, Primo turno; Cemento (i) |
| --- | --- | --- | --- | --- | --- | --- |
| Sconfitta | 1. | I | Singolare | Lituania | Ričardas Berankis                                                                                                 | 2–6, 1–6, 4–6 |
| Sconfitta | 2. | III | Doppio (con Viktor Durasovic)                                                                                     | Lituania | Ricardas Berankis / Laurynas Grigelis                                                                             | 2–6, 62–7, 1–6 |
| Vittoria | 3. | V | Singolare | Lukas Mugevicius                                                                                                  | 6–3, 6–3 | |
| 3–2; Luglio 15 – 17, 2016; Tennis Club Cap on Line, Capellen, Lussemburgo; Zona Euro-Africana Gruppo II, Play-off; Cemento    | | | | | | |
| Vittoria | 4. | I | Singolare | Lussemburgo | Alex Knaff | 6–2, 6–4, 6–4 |
| Sconfitta | 5. | III | Doppio (con Viktor Durasovic)                                                                                     | Lussemburgo | Gilles Kremer / Mike Scheidweiler                                                                                 | 2–6, 2–6, 7–5, 0–6                                                                                                |
| Sconfitta | 6. | IV | Singolare | Ugo Nastasi | 65–7, 6–2, 60–7, 7–64, 4–6                                                                                        | |
| 5–0; Febbraio 3 – 5, 2017; Zemgale Olympic Center, Jelgava, Lettonia; Zona Euro-Africana Gruppo II, Primo turno; Cemento (i)  | | | | | | |
| Vittoria | 7. | I | Singolare | Lettonia | Martins Podzus | 6–3, 6–1, 7–5 |
| Vittoria | 8. | III | Doppio (con Viktor Durasovic)                                                                                     | Mikelis Libietis / Martins Podzus                                                                                 | 6–3, 7–62, 65–7, 6–2                                                                                              | |
| 1–4; Aprile 7 – 9, 2017; Stavanger Forum Expo, Stavanger, Danimarca; Zona Euro-Africana Gruppo II, Secondo turno; Cemento (i) | | | | | | |
| Vittoria | 9. | I | Singolare | Danimarca | Søren Hess-Olesen                                                                                                 | 6–3, 5–7, 7–5, 6–2                                                                                                |
| Sconfitta | 10. | III | Doppio (con Viktor Durasovic)                                                                                     | Danimarca | Thomas Kromann / Frederik Nielsen                                                                                 | 4–6, 6–4, 2–6, 2–6                                                                                                |
| Sconfitta | 11. | IV | Singolare | Frederik Nielsen                                                                                                  | 4–6, 2–6, 3–6 | |
| 3–1; Aprile 7 – 8, 2018; Oslo Tennis Arena, Oslo, Norvegia; Zona Euro-Africana Gruppo II, Play-off; Cemento (i)               | | | | | | |
| Vittoria | 12. | II | Singolare | Irlanda | Simon Carr | 6–2, 6–1 |
| Vittoria | 13. | III | Doppio (con Viktor Durasovic)                                                                                     | Irlanda | Peter Bothwell / Simon Carr                                                                                       | 6–2, 6–2 |
| Vittoria | 14. | IV | Singolare | Peter Bothwell | 6–3, 7–5 | |
| 3–1; Settembre 13 – 14, 2019; Njård Tennisklubb, Oslo, Norvegia; Zona Euro-Africana Gruppo II; Terra rossa                    | | | | | | |
| Vittoria | 15. | II | Singolare | Georgia | George Tsivadze                                                                                                   | 6–1, 6–0 |
| Vittoria | 16. | III | Doppio (con Viktor Durasovic)                                                                                     | Georgia | Aleksandre Bakshi / Aleksandre Metreveli                                                                          | 6–4, 6–3 |
| Vittoria | 17. | IV | Singolare | Aleksandre Metreveli                                                                                              | 6–3, 6–2 | |
| 4–0; Marzo 6 – 7, 2020; Oslo Tennis Arena, Oslo, Norvegia; Gruppo Mondiale, Play-off; Cemento (i)                             | | | | | | |
| Vittoria | 18. | II | Singolare | Barbados | Haydn Lewis | 6–2, 6–2 |
| Vittoria | 19. | III | Doppio (con Viktor Durasovic)                                                                                     | Haydn Lewis / Kaipo Marshall                                                                                      | 6–3, 6–2 | |
| 3–1; Settembre 17 – 18, 2021; Oslo Tennis Arena, Oslo, Norvegia; Gruppo Mondiale; Cemento (i)                                 | | | | | | |
| Vittoria | 20. | I | Singolare | Uzbekistan | Khumoyun Sultanov                                                                                                 | 6–3, 6–3 |
| Sconfitta | 21. | III | Doppio (con Viktor Durasovic)                                                                                     | Uzbekistan | Sanjar Fayziev / Denis Istomin                                                                                    | 62–7, 3–6 |
| Vittoria | 22. | IV | Singolare | Sanjar Fayziev | 6–3, 6–1 | |
| 3–1; Novembre 26 – 27, 2021; Oslo Tennis Arena, Oslo, Norvegia; Gruppo Mondiale, Play-out; Cemento (i)                        | | | | | | |
| Vittoria | 23. | II | Singolare | Ucraina | Vitaliy Sachko | 6–3, 6–2 |
| Sconfitta | 24. | III | Doppio (con Viktor Durasovic)                                                                                     | Ucraina | Denys Molčanov / Serhij Stachovs'kyj                                                                              | 64–7, 3–6 |
| Vittoria | 25. | IV | Singolare | Sergiy Stakhovsky                                                                                                 | 4–6, 6–3, 7–64 | |
| 1–3; Marzo 4 – 5, 2022; Oslo Tennis Arena, Oslo, Norvegia; Qualificazioni; Cemento (i)                                        | | | | | | |
| Vittoria | 26. | II | Singolare | Kazakistan | Michail Kukuškin                                                                                                  | 6–1, 6–4 |
| Sconfitta | 27. | IV | Singolare | Aleksandr Bublik                                                                                                  | 4–6, 7–5, 4–6 | |
| 3–1; Settembre 16 – 17, 2022; Håkons Hall, Lillehammer, Norvegia; Gruppo Mondiale, Play-out; Cemento (i)                      | | | | | | |
| Vittoria | 28. | I | Singolare | India | Prajnesh Gunneswaran                                                                                              | 6–1, 6–4 |
| Vittoria | 29. | III | Doppio (con Viktor Durasovic)                                                                                     | Yuki Bhambri / Saketh Myneni                                                                                      | 6–3, 3–6, 6–3 | |

### Tornei minori

#### Singolare

##### Vittorie (3)
| Legenda tornei minori |
| Challenger (1)        |
| Futures (2)           |

| N. | Data              | Torneo                 | Superficie   | Avversario in finale | Punteggio       |
| 1. | 13 febbraio 2016  | Spain F3, Paguera      | Terra rossa  | Carlos Taberner      | 2–6, 7–611, 6–0 |
| 2. | 6 agosto 2016     | Finland F1, Kaarina    | Terra rossa  | Mikael Torpegaard    | 6–3, 4–6, 6–0   |
| 3. | 10 settembre 2016 | Copa Sevilla, Siviglia | Terra gialla | Tarō Daniel          | 6–3, 6–4        |

##### Finali perse (6)
| Legenda tornei minori |
| Challenger (2)        |
| Futures (4)           |

| N. | Data            | Torneo                                                  | Superficie  | Avversario in finale | Punteggio       |
| 1. | 20 marzo 2016   | USA F10, Bakersfield                                    | Cemento     | Michael Mmoh         | 4–6, 7–65, 1–6  |
| 2. | 14 maggio 2016  | Italy F10, Santa Margherita di Pula                     | Terra rossa | Stefanos Tsitsipas   | 3–6, 7–62, 62–7 |
| 3. | 24 luglio 2016  | Belgium F6, Knokke                                      | Terra rossa | Daniel Altmaier      | 7–63, 1–6, 63–7 |
| 4. | 5 novembre 2016 | Norway F3, Oslo                                         | Cemento     | Gianluigi Quinzi     | 4–6, 2–6        |
| 5. | 29 aprile 2018  | Internazionali di Tennis d'Abruzzo, Francavilla al Mare | Terra rossa | Gianluigi Quinzi     | 4–6, 1–6        |
| 6. | 13 maggio 2018  | Braga Open, Braga                                       | Terra rossa | Pedro Sousa          | 0–6, 6–3, 3–6   |

## Risultati in progressione

### Singolare
| V | F | SF | QF | #T | RR | Q# | A | Z# | PO | O | F-A | SF-B | ND |

(V) Torneo vinto; raggiunto (F) finale, (SF) semifinale, (QF) quarti di finale, (#T) turni 4, 3, 2, 1; (RR) round - robin; (Q#) Turno di qualificazione; (A) assente dal torneo; (Z#) Zona gruppo Coppa Davis/Fed Cup (con indicazione numero); (PO) play-off Coppa Davis o Fed Cup; vinto un (O) oro, (F-A) argento o (SF-B) bronzo ai Giochi Olimpici; (ND) torneo non disputato.

Statistiche aggiornate agli Canadian Open 2024.
| Torneo                     | 2016          | 2017          | 2018          | 2019          | 2020          | 2021          | 2022          | 2023          | 2024          | Titoli       | V-S          | V%           |
| Grande Slam                |               |               |               |               |               |               |               |               |               |              |              |              |
| Australian Open            | A             | Q3            | 2T            | Q1            | 1T            | 4T            | A             | 2T            | 3T            | 0 / 5        | 7–5          | 58%          |
| Roland Garros              | A             | Q2            | 2T            | 3T            | 3T            | 3T            | F             | F             | SF            | 0 / 7        | 23–7         | 77%          |
| Wimbledon                  | A             | A             | Q1            | 1T            | ND            | 1T            | 2T            | 2T            | 2T            | 0 / 5        | 3–5          | 38%          |
| US Open                    | A             | Q2            | 1T            | 1T            | 3T            | 2T            | F             | 2T            | 4T            | 0 / 6        | 10–6         | 63%          |
| Vittorie-Sconfitte         | -             | -             | 2–3           | 2–3           | 4–3           | 6–4           | 13–3          | 9–4           | 7–3           | 0 / 23       | 43–23        | 65%          |
| Torneo di fine anno        |               |               |               |               |               |               |               |               |               |              |              |              |
| ATP Finals                 | NQ            | NQ            | NQ            | NQ            | NQ            | SF            | F             | NQ            |               | 0 / 2        | 5–4          | 56%          |
| Next Gen ATP Finals        | ND            | NQ            | NQ            | RR            | ND            | NQ            | NQ            | NQ            | NQ            | 0 / 1        | 1–2          | 33%          |
| Vittorie-Sconfitte         | -             | -             | -             | 1–2           | -             | 2–2           | 3–2           | -             |               | 0 / 3        | 6–6          | 50%          |
| Nazionale e Laver Cup      |               |               |               |               |               |               |               |               |               |              |              |              |
| Giochi Olimpici            | A             | Non disputati | Non disputati | Non disputati | Non disputati | A             | Non disputati | Non disputati | QF            | 0 / 1        | 3–1          | 75%          |
| Coppa Davis                | Z2            | Z2            | Z2            | Z2            | Z1            | GM I          | GM I          | GM I          |               | 0 / 0        | 18–4         | 82%          |
| ATP Cup                    | Non disputata | Non disputata | Non disputata | Non disputata | RR            | A             | RR            | ND            | ND            | 0 / 2        | 4–2          | 67%          |
| United Cup                 | Non disputata | Non disputata | Non disputata | Non disputata | Non disputata | Non disputata | Non disputata | RR            | QF            | 0 / 2        | 4–1          | 80%          |
| Laver Cup                  | ND            | A             | A             | A             | ND            | V             | F             | F             |               | 1 / 3        | 3–0          | 100%         |
| Vittorie-Sconfitte         | 2–2           | 2–1           | 2–0           | 2–0           | 3–1           | 5–0           | 5–2           | 5–1           | 6–1           | 1 / 8        | 32–8         | 80%          |
| ATP Tour Masters 1000      |               |               |               |               |               |               |               |               |               |              |              |              |
| Indian Wells               | A             | A             | Q2            | Q1            | ND            | 4T            | 3T            | 3T            | QF            | 0 / 4        | 7–4          | 64%          |
| Miami                      | Q1            | 1T            | Q1            | 1T            | ND            | A             | F             | 3T            | 4T            | 0 / 6        | 8–5          | 62%          |
| Monte Carlo                | A             | 1T            | A             | A             | ND            | SF            | 3T            | 3T            | F             | 0 / 5        | 10–5         | 67%          |
| Madrid                     | A             | Q1            | A             | Q2            | ND            | SF            | 2T            | 2T            | 4T            | 0 / 4        | 6–4          | 60%          |
| Roma                       | A             | A             | A             | 3T            | SF            | A             | SF            | SF            | 2T            | 0 / 5        | 13–5         | 72%          |
| Montréal/Toronto           | A             | A             | A             | A             | ND            | QF            | SF            | 3T            | 3T            | 0 / 4        | 7–3          | 70%          |
| Cincinnati                 | A             | A             | A             | 1T            | 1T            | QF            | 2T            | 2T            |               | 0 / 5        | 2–5          | 29%          |
| Shanghai                   | A             | A             | A             | A             | Non disputato | Non disputato | Non disputato | 4T            |               | 0 / 1        | 2–1          | 67%          |
| Parigi                     | A             | A             | A             | 1T            | 1T            | QF            | 3T            | 2T            |               | 0 / 5        | 3–5          | 38%          |
| Vittorie-Sconfitte         | -             | 0–2           | -             | 2–4           | 4–3           | 16–6          | 14–8          | 10–9          | 12–5          | 0 / 38       | 58–37        | 61%          |
| ATP Tour 500               |               |               |               |               |               |               |               |               |               |              |              |              |
| Rio de Janeiro             | A             | SF            | 1T            | QF            | 1T            | ND            | A             | A             | A             | 0 / 4        | 5–4          | 56%          |
| Acapulco                   | A             | A             | A             | A             | A             | QF            | A             | 2T            | F             | 0 / 3        | 7–2          | 78%          |
| Barcellona                 | A             | 2T            | A             | A             | ND            | A             | QF            | 3T            | V             | 1 / 4        | 9–3          | 75%          |
| Londra                     | A             | A             | A             | A             | ND            | A             | 1T            | A             | A             | 0 / 1        | 0–1          | 0%           |
| Amburgo                    | A             | Q1            | 1T            | 2T            | SF            | A             | A             | QF            | A             | 0 / 4        | 6–4          | 60%          |
| Washington                 | A             | 1T            | A             | A             | ND            | A             | A             | A             | A             | 0 / 1        | 0–1          | 0%           |
| Tokyo                      | A             | A             | A             | A             | Non disputato | Non disputato | 1T            | 2T            |               | 0 / 2        | 1–2          | 33%          |
| Pechino                    | A             | A             | A             | A             | Non disputato | Non disputato | Non disputato | QF            |               | 0 / 1        | 2–1          | 67%          |
| Vienna                     | A             | A             | A             | A             | 1T            | QF            | A             | A             |               | 0 / 2        | 2–2          | 50%          |
| Basilea                    | A             | A             | A             | Q2            | Non disputato | Non disputato | 1T            | 2T            |               | 0 / 2        | 1–2          | 33%          |
| Vittorie-Sconfitte         | -             | 4–3           | 0–2           | 3–2           | 3–3           | 4–1           | 2–4           | 8–6           | 9–1           | 1 / 23       | 33–22        | 60%          |
| ATP Tour 250               |               |               |               |               |               |               |               |               |               |              |              |              |
| Melbourne                  | Non disputato | Non disputato | Non disputato | Non disputato | Non disputato | 2T            | Non disputato | Non disputato | Non disputato | 0 / 1        | 0–1          | 0%           |
| Chennai                    | A             | 1T            | A             | A             | A             | ND            | A             | A             | ND            | 0 / 1        | 0–1          | 0%           |
| Auckland                   | A             | A             | 1T            | A             | 1T            | Non disputato | Non disputato | 2T            | A             | 0 / 3        | 0–3          | 0%           |
| Quito                      | A             | A             | 2T            | Non disputato | Non disputato | Non disputato | Non disputato | Non disputato | Non disputato | 0 / 1        | 1–1          | 50%          |
| Buenos Aires               | A             | A             | Q2            | Q1            | V             | A             | V             | A             | A             | 2 / 2        | 9–0          | 100%         |
| Córdoba                    | Non disputato | Non disputato | Non disputato | Q1            | A             | A             | A             | A             | A             | 0 / 0        | 0–0          | -            |
| San Paolo                  | A             | 2T            | A             | SF            | Non disputato | Non disputato | Non disputato | Non disputato | Non disputato | 0 / 2        | 4–2          | 67%          |
| Santiago                   | Non disputato | Non disputato | Non disputato | Non disputato | F             | A             | A             | A             | A             | 0 / 1        | 3–1          | 75%          |
| Los Cabos                  | A             | A             | A             | A             | ND            | A             | A             | A             | F             | 0 / 1        | 3–1          | 75%          |
| Houston                    | A             | A             | A             | F             | Non disputato | Non disputato | A             | A             | A             | 0 / 1        | 4–1          | 80%          |
| Estoril                    | A             | A             | A             | A             | A             | ND            | A             | V             | SF            | 1 / 2        | 6–1          | 86%          |
| Marbella                   | Non disputato | Non disputato | Non disputato | Non disputato | Non disputato | QF            | Non disputato | Non disputato | Non disputato | 0 / 1        | 1–1          | 50%          |
| Monaco di Baviera          | A             | 1T            | 2T            | A             | ND            | SF            | QF            | A             | A             | 0 / 4        | 4–4          | 50%          |
| Ginevra                    | A             | A             | A             | A             | ND            | V             | V             | QF            | V             | 3 / 4        | 13–1         | 93%          |
| Calvià                     | Non disputato | Non disputato | Non disputato | Non disputato | Non disputato | QF            | A             | A             | A             | 0 / 1        | 2–1          | 67%          |
| Båstad                     | A             | A             | QF            | 1T            | ND            | V             | 2T            | F             | 2T            | 1 / 6        | 8–5          | 62%          |
| Gstaad                     | A             | A             | A             | A             | ND            | V             | V             | A             | A             | 2 / 2        | 8–0          | 100%         |
| Kitzbühel                  | A             | A             | A             | SF            | A             | V             | A             | A             | A             | 1 / 2        | 7–1          | 88%          |
| Winston-Salem              | A             | A             | A             | 3T            | ND            | A             | A             | A             |               | 0 / 1        | 1–1          | 50%          |
| San Diego                  | Non disputato | Non disputato | Non disputato | Non disputato | Non disputato | V             | A             | Non disputato | Non disputato | 1 / 1        | 4–0          | 100%         |
| San Pietroburgo            | A             | A             | A             | QF            | 500           | A             | Non disputato | Non disputato | Non disputato | 0 / 1        | 2–1          | 67%          |
| Pula                       | Non disputato | Non disputato | Non disputato | Non disputato | 2T            | A             | Challenger    | Challenger    | Challenger    | 0 / 1        | 0–1          | 0%           |
| Seul                       | Non disputato | Non disputato | Non disputato | Non disputato | Non disputato | Non disputato | QF            | Non disputato | Non disputato | 0 / 1        | 1–1          | 50%          |
| Chengdu                    | 1T            | A             | A             | A             | Non disputato | Non disputato | Non disputato | A             |               | 0 / 1        | 0–1          | 0%           |
| Zhuhai                     | Non disputato | Non disputato | Non disputato | 1T            | Non disputato | Non disputato | Non disputato | A             | ND            | 0 / 1        | 0–1          | 0%           |
| Stoccolma                  | A             | Q1            | A             | 1T            | ND            | A             | A             | A             |               | 0 / 1        | 0–1          | 0%           |
| Vittorie-Sconfitte         | 0–1           | 1–3           | 4–4           | 13–8          | 8–3           | 22–3          | 16–4          | 8–3           | 9–3           | 11 / 43      | 81–32        | 72%          |
| Statistiche carriera       |               |               |               |               |               |               |               |               |               |              |              |              |
|                            | 2016          | 2017          | 2018          | 2019          | 2020          | 2021          | 2022          | 2023          | 2024          | Titoli       | V–S          | V %          |
| Tornei ATP disputati       | 1             | 8             | 9             | 17            | 13            | 22            | 22            | 23            | 16            | 131          | 131          | 131          |
| Finali ATP perse           | 0             | 0             | 0             | 1             | 1             | 0             | 4             | 2             | 3             | 11           | 11           | 11           |
| Tornei ATP vinti           | 0             | 0             | 0             | 0             | 1             | 5             | 3             | 1             | 2             | 12           | 12           | 12           |
| Statistiche per superficie |               |               |               |               |               |               |               |               |               |              |              |              |
| Cemento                    | 2–3           | 2–4           | 3–3           | 4–10          | 5–7           | 27–10         | 25–13         | 14–14         | 19–5          | 1 / 61       | 101–69       | 59%          |
| Terra                      | 0–0           | 5–5           | 5–6           | 19–8          | 17–6          | 28–5          | 25–7          | 22–8          | 24–7          | 11 / 63      | 145–52       | 74%          |
| Erba                       | 0–0           | 0–0           | 0–0           | 0–1           | 0–0           | 2–2           | 1–2           | 1–1           | 1–1           | 0 / 7        | 5–7          | 42%          |
| Vittorie-Sconfitte         | 2–3           | 7–9           | 8–9           | 23–19         | 22–13         | 57–17         | 51–22         | 37–23         | 44–13         | 251–128      | 251–128      | 251–128      |
| Vittorie (%)               | 40%           | 44%           | 47%           | 55%           | 63%           | 77%           | 70%           | 62%           | 77%           | 66.23%       | 66.23%       | 66.23%       |
| Ranking                    | 225           | 139           | 112           | 54            | 27            | 8             | 3             | 11            |               | 19 932 167 $ | 19 932 167 $ | 19 932 167 $ |

## Testa a testa con altri giocatori

### Testa a testa con giocatori classificati top 10
Testa a testa di Ruud contro giocatori che si sono classificati nº10 o superiore nella classifica del ranking mondiale
| Giocatore                               | Periodo   | Incontri | Record | V%   | Cemento       | Erba        | Terra         | Ultimo incontro                                               |
| --------------------------------------- | --------- | -------- | ------ | ---- | ------------- | ----------- | ------------- | ------------------------------------------------------------- |
| Giocatori classificati nº1 del ranking  |           |          |        |      |               |             |               |                                                               |
| Andy Murray                             | 2021      | 1        | 1–0    | 100% | 1–0           | –           | –             | Vinto (7–5, 6–4) San Diego 2021 2º Turno                      |
| Daniil Medvedev                         | 2020–2025 | 4        | 1–3    | 25%  | 0–2           | 0–1         | 1–0           | Vinto (6–3, 7–5) Madrid Open 2025 Quarti di finale            |
| Carlos Alcaraz                          | 2021–2024 | 5        | 1–4    | 20%  | 1–3           | –           | 0–1           | Vinto (6–1, 7–5) ATP Finals 2024 Round Robin                  |
| Novak Đoković                           | 2020–2024 | 6        | 1–5    | 17%  | 0–2           | –           | 1–3           | Vinto (6–4, 1–6, 6–4) Monte Carlo 2024 Semifinale             |
| Roger Federer                           | 2019      | 1        | 0–1    | 0%   | –             | –           | 0–1           | Perso (3–6, 1–6, 68–7) Open di Francia 2019 3º Turno          |
| Rafael Nadal                            | 2022      | 2        | 0–2    | 0%   | 0–1           | –           | 0–1           | Perso (5–7, 5–7) ATP Finals 2022 Round Robin                  |
| Jannik Sinner                           | 2020–2024 | 3        | 0–3    | 0%   | 0–3           | –           | –             | Perso (1-6, 2-6) ATP Finals 2024 Semifinale                   |
| Giocatori classificati nº2 del ranking  |           |          |        |      |               |             |               |                                                               |
| Alexander Zverev                        | 2021–2024 | 6        | 2–4    | 33%  | 1–3           | –           | 1–1           | Perso (6–7, 3–6) ATP Finals 2024 Round Robin                  |
| Giocatori classificati nº3 del ranking  |           |          |        |      |               |             |               |                                                               |
| Marin Čilić                             | 2020–2022 | 3        | 3–0    | 100% | 1–0           | –           | 2–0           | Vinto (3–6, 6–4, 6–2, 6–2) Open di Francia 2022 Semifinale    |
| David Ferrer                            | 2020–2022 | 1        | 1–0    | 100% | –             | –           | 1–0           | Vinto (7–5, 6–2) Båstad 2022 2º Turno                         |
| Stefanos Tsitsipas                      | 2021–2024 | 5        | 3–2    | 60%  | 1–1           | –           | 2–1           | Vinto (7–5, 6–3) Barcelona Open 2024 Finale                   |
| Grigor Dimitrov                         | 2021–2022 | 2        | 1–1    | 50%  | 1–0           | –           | 0–1           | Perso (3–6, 5–7) Monte Carlo 2022 3º Turno                    |
| Stan Wawrinka                           | 2022      | 1        | 0–1    | 0%   | 0–1           | –           | –             | Perso (4–6, 4–6) Basilea 2022 1º Turno                        |
| Dominic Thiem                           | 2020      | 1        | 0–1    | 0%   | –             | –           | 0–1           | Perso (4–6, 3–6, 1–6) Open di Francia 2020 3º Turno           |
| Juan Martín del Potro                   | 2019      | 1        | 0–1    | 0%   | –             | –           | 0–1           | Perso (4–6, 4–6) Roma 2019 3º Turno                           |
| Giocatori classificati nº4 del ranking  |           |          |        |      |               |             |               |                                                               |
| Holger Rune                             | 2021–2025 | 7        | 6–2    | 75%  | 1–0           | –           | 5–2           | Perso (4–6, 2–6) Barcelona Open 2025 Quarti di finale         |
| Taylor Fritz                            | 2022–2025 | 4        | 3–1    | 75%  | 1–1           | –           | 2–0           | Vinto (7–5, 6–4) Madrid Open 2025 4º Turno                    |
| Giocatori classificati nº5 del ranking  |           |          |        |      |               |             |               |                                                               |
| Jo-Wilfried Tsonga                      | 2022      | 1        | 1–0    | 100% | –             | –           | 1–0           | Vinto (66–7, 7–64, 6–2, 7–60) Open di Francia 2022 1º Turno   |
| Jack Draper                             | 2025      | 1        | 1–0    | 100% | –             | –           | 1–0           | Vinto (7–5, 3–6, 6–4) Madrid Open 2025 Finale                 |
| Andrej Rublëv                           | 2019–2024 | 8        | 3–5    | 37%  | 3–1           | –           | 0–4           | Vinto (6–4, 5–7, 6–2) ATP Finals 2024 Round Robin             |
| Giocatori classificati nº6 del ranking  |           |          |        |      |               |             |               |                                                               |
| Gilles Simon                            | 2021      | 1        | 1–0    | 100% | –             | 1–0         | –             | Vinto (6–4, 7–64) Mallorca 2021 1º Turno                      |
| Hubert Hurkacz                          | 2022–2024 | 3        | 2–1    | 67%  | 0–1           | –           | 2–0           | Vinto (6–4, 6–2) Monte Carlo 2024 3º Turno                    |
| Gaël Monfils                            | 2022–2024 | 3        | 2–1    | 67%  | 2–0           | –           | 0–1           | Vinto (6–4, 6–2, 2–6, 7–63) US Open 2024 2º Turno             |
| Matteo Berrettini                       | 2019–2025 | 8        | 5–3    | 63%  | 1–2           | –           | 4–1           | Vinto (7–5, 2–0 rit.) Internazionali d'Italia 2025 3° Turno   |
| Félix Auger-Aliassime                   | 2021–2024 | 7        | 3–4    | 43%  | 2–2           | –           | 1–2           | Perso (3–6, 1–6) Cincinnati Open 2º Turno                     |
| Alex de Minaur                          | 2019–2024 | 2        | 0–2    | 0%   | 0–2           | –           | –             | Perso (4–6, 4–6) Acapulco 2024 Finale                         |
| Giocatori classificati nº7 del ranking  |           |          |        |      |               |             |               |                                                               |
| Richard Gasquet                         | 2022      | 2        | 1–1    | 50%  | 1–0           | –           | 0–1           | Vinto (6–1, 7–67) Parigi 2022 2º Turno                        |
| Giocatori classificati nº8 del ranking  |           |          |        |      |               |             |               |                                                               |
| Karen Chačanov                          | 2020–2022 | 2        | 2–0    | 100% | 1–0           | –           | 1–0           | Vinto (7–65, 6–2, 5–7, 6–2) US Open 2022 Semifinale           |
| Jack Sock                               | 2022      | 1        | 1–0    | 100% | 1–0           | –           | –             | Vinto (6–4, 5–7, 10–7) Laver Cup 2022 Round Robin             |
| Cameron Norrie                          | 2021–2024 | 5        | 4–1    | 80%  | 3–1           | –           | 1–0           | Vinto (6–2, 6–4) Madrid Open 2024 3º Turno                    |
| John Isner                              | 2019–2020 | 2        | 1–1    | 50%  | 1–0           | 0–1         | –             | Vinto (63–7, 7–610, 7–5) ATP Cup 2020 Round Robin             |
| Diego Schwartzman                       | 2018–2022 | 9        | 4–5    | 44%  | 2–3           | –           | 2–2           | Vinto (6–2, 6–3) Indian Wells 2023 2º Turno                   |
| Giocatori classificati nº9 del ranking  |           |          |        |      |               |             |               |                                                               |
| Fabio Fognini                           | 2021–2024 | 4        | 3–1    | 75%  | 1–0           | 0–1         | 2–0           | Perso (4–6, 5–7, 7–61, 3–6) Torneo di Wimbledon 2024 2º Turno |
| Tommy Paul                              | 2017–2024 | 6        | 4–2    | 67%  | 3–2           | –           | 1–0           | Perso (2–6, 6–1, 3–6) Indian Wells Open 2025 Quarto di finale |
| Roberto Bautista Agut                   | 2018–2025 | 5        | 2–3    | 40%  | 1–2           | –           | 1–1           | Vinto (6–4, 6–2) Monte Carlo Masters 2025 2º Turno            |
| Giocatori classificati nº10 del ranking |           |          |        |      |               |             |               |                                                               |
| Ernests Gulbis                          | 2019      | 1        | 1–0    | 100% | –             | –           | 1–0           | Vinto (6–2, 7–62, 6–0) Open di Francia 2019 1º Turno          |
| Denis Shapovalov                        | 2021–2025 | 3        | 2–1    | 75%  | 0–1           | –           | 2–0           | Perso (65–7, 3–6) Dallas Open 2025 Finale                     |
| Pablo Carreño Busta                     | 2017–2022 | 4        | 2–2    | 50%  | –             | –           | 2–2           | Perso (6–4, 68–7, 3–6) Barcellona 2022 Quarti di finale       |
| Totale                                  | 2017–2025 | 131      | 68–63  | 52%  | 32–34 (48,5%) | 1–3 (25,0%) | 35–26 (57,4%) | *Statistiche aggiornate al 12 maggio 2025                     |

### Vittorie contro top 10 per stagione
| Anno     | 2020 | 2021 | 2022 | 2023 | 2024 | 2025 | Totale |
| -------- | ---- | ---- | ---- | ---- | ---- | ---- | ------ |
| Vittorie | 1    | 3    | 5    | 1    | 6    | 3    | 19     |

| Anno | N.  | Avversario                | Ranking | Torneo                           | Superficie  | Turno | Punteggio          |
| 2020 | 1.  | Matteo Berrettini         | 8       | Internazionali d'Italia, Roma    | Terra rossa | QF    | 4–6, 6–3, 7–6(5)   |
| 2021 | 2.  | Diego Schwartzman         | 9       | Monte Carlo Masters, Monte Carlo | Terra rossa | 2T    | 6–3, 6–3           |
| 2021 | 3.  | Stefanos Tsitsipas        | 5       | Madrid Open, Madrid              | Terra rossa | 3T    | 7–6(4), 6–4        |
| 2021 | 4.  | Andrej Rublëv             | 5       | ATP Finals, Torino               | Cemento (i) | RR    | 2–6, 7–5, 7–6(5)   |
| 2022 | 5.  | Alexander Zverev          | 4       | Miami Open, Miami                | Cemento     | QF    | 6–3, 1–6, 6–3      |
| 2022 | 6.  | Félix Auger-Aliassime     | 9       | Canadian Open, Montréal          | Cemento     | QF    | 6–1, 6–2           |
| 2022 | 7.  | Félix Auger-Aliassime (2) | 6       | ATP Finals, Torino               | Cemento (i) | RR    | 7–6(4), 6–4        |
| 2022 | 8.  | Taylor Fritz              | 9       | ATP Finals, Torino               | Cemento (i) | RR    | 6–3, 4–6, 7–6(6)   |
| 2022 | 9.  | Andrej Rublëv (2)         | 7       | ATP Finals, Torino               | Cemento (i) | SF    | 6–2, 6–4           |
| 2023 | 10. | Holger Rune               | 6       | Open di Francia, Parigi          | Terra rossa | QF    | 6–1, 6–2, 3–6, 6–3 |
| 2024 | 11. | Holger Rune (2)           | 7       | Open del Messico, Acapulco       | Cemento     | SF    | 3–6, 6–3, 6–4      |
| 2024 | 12. | Hubert Hurkacz            | 8       | Monte Carlo Masters, Monte Carlo | Terra rossa | 3T    | 6–4, 6–2           |
| 2024 | 13. | Novak Đoković             | 1       | Monte Carlo Masters, Monte Carlo | Terra rossa | SF    | 6–4, 1–6, 6–4      |
| 2024 | 14. | Stefanos Tsitsipas (2)    | 7       | Barcelona Open, Barcelona        | Terra Rossa | F     | 7–5, 6–3           |
| 2024 | 15. | Carlos Alcaraz            | 3       | ATP Finals, Torino               | Cemento (i) | RR    | 6–1, 7–5           |
| 2024 | 16. | Andrej Rublëv             | 8       | ATP Finals, Torino               | Cemento (i) | RR    | 6–4, 5–7, 6–2      |
| 2025 | 17. | Taylor Fritz (2)          | 4       | Madrid Open, Madrid              | Terra rossa | 3T    | 7–5, 6–4           |
| 2025 | 18. | Daniil Medvedev           | 10      | Madrid Open, Madrid              | Terra rossa | QF    | 6–3, 7–5           |
| 2025 | 19. | Jack Draper               | 6       | Madrid Open, Madrid              | Terra rossa | F     | 7–5, 3–6, 6–4      |

## Testa di serie nei tornei del Grande Slam
| Legenda (Slam vinti/ numero volte) |
| ---------------------------------- |
| Testa di serie nº1 (0 / 0)         |
| Testa di serie nº2 (0 / 1)         |
| Testa di serie nº3 (0 / 1)         |
| Testa di serie nº4–10 (0 / 9)      |
| Testa di serie nº11–32 (0 / 6)     |
| Non testa di serie/WC (0 / 7)      |

| Anno | Australian Open    | Roland Garros      | Wimbledon          | US Open            |
| ---- | ------------------ | ------------------ | ------------------ | ------------------ |
| 2017 | Non giocato        | Non giocato        | Non giocato        | Non giocato        |
| 2018 | Non testa di serie | Non testa di serie | Non giocato        | Non testa di serie |
| 2019 | Non giocato        | Non testa di serie | Non testa di serie | Non testa di serie |
| 2020 | Non testa di serie | 28                 | Non giocato        | 30                 |
| 2021 | 24                 | 15                 | 12                 | 8                  |
| 2022 | Non giocato        | 8                  | 3                  | 5                  |
| 2023 | 2                  | 4                  | 4                  | 5                  |
| 2024 | 11                 | 7                  | 8                  | 8                  |

## Striscia di vittorie

### Vittorie consecutive nei tornei del circuito ATP (13)
| Vittoria n. | Torneo                 | Data     | Superficie  | Turno | Avversario              | Rank | Punteggio        |
| ----------- | ---------------------- | -------- | ----------- | ----- | ----------------------- | ---- | ---------------- |
| 1           | Swedish Open 2021      | 12/07/21 | Terra rossa | 2T    | Holger Rune             | 211  | 6–0, 6–2         |
| 2           | Swedish Open 2021      | 12/07/21 | Terra rossa | SF    | Roberto Carballés Baena | 97   | 6–1, 6–4         |
| 3           | Swedish Open 2021      | 12/07/21 | Terra rossa | F     | Federico Coria          | 71   | 6–3, 6–3         |
| 4           | Swiss Open Gstaad 2021 | 19/07/21 | Terra rossa | 2T    | Dennis Novak            | 124  | 6–4, 7–6(5)      |
| 5           | Swiss Open Gstaad 2021 | 19/07/21 | Terra rossa | QF    | Benoît Paire            | 49   | 6–2, 5–7, 6–3    |
| 6           | Swiss Open Gstaad 2021 | 19/07/21 | Terra rossa | SF    | Vít Kopřiva             | 249  | 6–3, 6–0         |
| 7           | Swiss Open Gstaad 2021 | 19/07/21 | Terra rossa | F     | Hugo Gaston             | 155  | 6–3, 6–2         |
| 8           | Generali Open 2021     | 24/07/21 | Terra rossa | 2T    | Mario Vilella Martínez  | 167  | 7–5, 5–7, 6–4    |
| 9           | Generali Open 2021     | 24/07/21 | Terra rossa | QF    | Mikael Ymer             | 99   | 3–6, 7–6(5), 6–1 |
| 10          | Generali Open 2021     | 24/07/21 | Terra rossa | SF    | Arthur Rinderknech      | 91   | 6–3, 7–6(7)      |
| 11          | Generali Open 2021     | 24/07/21 | Terra rossa | F     | Pedro Martínez          | 97   | 6–1, 4–6, 6–3    |
| 12          | Canadian Open 2021     | 06/08/21 | Cemento     | 2T    | Marin Čilić             | 38   | 6–3, 3–6, 6–3    |
| 13          | Canadian Open 2021     | 06/08/21 | Cemento     | 3T    | Dušan Lajović           | 44   | 6–4, 6–3         |

## Guadagni in carriera
| Anno     | Grande Slam | ATP Tour | Totale | Guadagni ($) | Posizione |
| -------- | ----------- | -------- | ------ | ------------ | --------- |
| 2014     | 0           | 0        | 0      | 572          | -         |
| 2015     | 0           | 0        | 0      | 1,612        | 1514T     |
| 2016     | 0           | 0        | 0      | 35,064       | 377       |
| 2017     | 0           | 0        | 0      | 223,662      | 162       |
| 2018     | 0           | 0        | 0      | 341,226      | 139       |
| 2019     | 0           | 0        | 0      | 848,872      | 70        |
| 2020     | 0           | 1        | 1      | 1,013,473    | 21        |
| 2021     | 0           | 5        | 5      | 2,314,629    | 8         |
| 2022     | 0           | 3        | 3      | 8,126,816    | 4         |
| 2023     | 0           | 1        | 1      | 3,473,277    | 11        |
| 2024     | 0           | 1        | 1      | 3,412,227    | 6         |
| Carriera | 0           | 11       | 11     | 19,981,197   | 32        |

- Aggiornato al 26 agosto 2024